# Helgicirrha malayensis
Helgicirrha malayensis är en nässeldjursart som först beskrevs av Stiasny 1928.  Helgicirrha malayensis ingår i släktet Helgicirrha och familjen Eirenidae. Inga underarter finns listade i Catalogue of Life.